# Autoguida
L'autoguida è uno strumento utilizzato per eseguire fotografie in campo astronomico, di oggetti deepsky (oggetti del cielo profondo).
L'autoguida può essere costituita da una CCD (Charged Coupled Device) che acquisisce a cadenze temporali periodiche (ad esempio ogni 5 secondi) l'immagine nella quale è stata prescelta una stella guida. Il computer analizza lo spostamento della stella di riferimento e provvede ad inviare ai motori del telescopio un impulso che corregge lo spostamento della stella guida.
Naturalmente è necessario eseguire delle calibrazioni specifiche che coinvolgono i meccanismi di backlash dei motori del telescopio e il ritardo con il quale reagiscono gli stessi ai vari impulsi.
Lo scopo dell'autoguida è, pertanto, quello di garantire una perfetta correzione degli eventuali spostamenti dell'immagine astronomica che si va a fotografare, spostamenti dovuti alla meccanica delle viti senza fine dei movimenti in ascensione retta e declinazione, errori dovuti al non perfetto allineamento dell'asse polare del telescopio al polo celeste.
Aspetto di non poco conto è quello di verificare se la risoluzione della camera di autoguida è adeguata a fare eseguire una posa corretta alla camera di ripresa.
Esempio, se ho due strumenti in parallelo: uno di guida e uno di ripresa, la risoluzione del sistema di guida e quindi dell'autoguida, deve essere maggiore della risoluzione del sistema di ripresa.